# Xestia isochroma
Xestia isochroma là một loài bướm đêm trong họ Noctuidae.